# قلعة بالابرم (حومة دامغان)
قلعة بالابرم (بالفارسية: قلعه بالابرم) هي مستوطنة تقع في إيران في منطقة مركزية ريفية. يقدر عدد سكانها بـ 62 نسمة بحسب إحصاء 2016.